# SIOOM (from M-line Music)
SIOOM (from M-line Music)(시움)은 일본의 여성 아이돌 그룹이다.

## 개요
2024년 2월 13일, M-line club 소속 헬로! 프로젝트 OG 멤버 중 사토 마사키, 이나바 마나카, 오제키 마이, 오가타 리사, 미야모토 카린의 5명에 의해 유닛을 결성했다.
타이틀곡「C＼C（シンデレラ＼コンプレックス）'24(신데렐라 콤플렉스'24)」는 MBS 드라마 특구「신데렐라 콤플렉스」의 엔딩 주제가로 원곡을 현대식으로 업데이트한 댄스 음악으로 완성됐다. 드라마의 원작인 만화 신데렐라 콤플렉스는 High-King의「C＼C（シンデレラ＼コンプレックス）(신데렐라 콤플렉스)」에서 영감을 받아 제작된 작품으로 제목도 이 곡을 리스펙트해 붙여졌다.
2024년 3월 31일에 개최된『Hello!! Project 히나페스 2024』에 출연했다.

## 멤버
- 사토 마사키(佐藤優樹) : 1999년 5월 7일 생 - 전 모닝구무스메。
- 이나바 마나카(稲場愛香) : 1997년 12월 27일 생 - 전 컨트리걸즈, Juice=Juice
- 오제키 마이(小関舞) : 2002년 2월 10일 생 - 전 컨트리걸즈
- 오가타 리사(小片リサ) : 1998년 11월 5일 생 - 전 츠바키팩토리
- 미야모토 카린(宮本佳林) : 1998년 12월 1일 생 - 전 Juice=Juice

## 음악

### 착신 싱글
1. C＼C(シンデレラ＼コンプレックス)'24 (2024년 3월 1일)

## 출연

### 콘서트
- Hello! Project 히나페스 2024 (2024년 3월 31일, 마쿠하리 멧세, 2회 공연) - 게스트로서 출연.